# Con él llegó el escándalo
Con él llegó el escándalo (Home from the Hill) es una película de 1960 dirigida por Vincente Minnelli y protagonizada por Robert Mitchum y Eleanor Parker. El guion adapta la novela homónima de William Humphrey.

## Argumento
El capitán Wade Hunnicutt (Robert Mitchum) es el propietario de un extenso terreno al sur de los Estados Unidos. Es rico y todos le profesan respeto. Todos, excepto su mujer, la fría y cínica Hannah (Eleanor Parker) cuida del hijo que tienen en común, Theron (George Hamilton), debido a una promesa hecha por ella el día que nació. Ambos están atrapados en un matrimonio sin salida. Para herir a su esposa, Wade despegará a su hijo Theron de las faldas de Hannah y le enseñará a comportarse como un hombre. Para ello contará con la ayuda de Rafe Copley (George Peppard).

## Reparto
| Actor           | Personaje                        |
| --------------- | -------------------------------- |
| Robert Mitchum  | Cap. Wade Hunnicutt              |
| Eleanor Parker  | Hannah Hunnicutt                 |
| George Peppard  | Raphael "Rafe" Copley            |
| George Hamilton | Theron Hunnicutt                 |
| Everett Sloane  | Albert Halstead                  |
| Luana Patten    | Elizabeth "Libby" Halstead       |
| Anne Seymour    | Sarah Halstead                   |
| Constance Ford  | Opal Bixby                       |
| Ken Renard      | Chauncey, mayordomo de Hunnicutt |
| Ray Teal        | Dr. Reuben Carson                |